# مجتمع البرمجيات الحرة
مجتمع البرمجيات الحرة هو مصطلح غير رسمي تشير إلى مستخدمي ومطوري البرمجيات الحرة، وكذلك انصار حركة البرمجيات الحرة. تشير الحركة في بعض الأحيان إلى مجتمع البرمجيات مفتوحة المصدر أو مجموعة فرعية منها. مجتمع لينكس هو مجموعة فرعية من مجتمع البرمجيات الحرة.